# ЮАС на летних Олимпийских играх 1920
ЮАС принимал участие в Летних Олимпийских играх 1920 года в Антверпене (Бельгия) в четвёртый раз за свою историю, и завоевал четыре серебряные, три золотые и три бронзовые медали. В сборную страны входило 39 человек (38 мужчин, 1 женщина). Четвёртые олимпийские игры принесли сборной ЮАР десять олимпийских медалей, что является пока что лучшим выступлением ЮАР.

## Медалисты
| Медаль  | Спортсмен                                                           | Вид спорта      | Дисциплина                                        |
| ------- | ------------------------------------------------------------------- | --------------- | ------------------------------------------------- |
| Золото  | Бевил Радд                                                          | Лёгкая атлетика | Мужчины, 400 м                                    |
| Золото  | Кларенс Уокер                                                       | Бокс            | Мужчины, до 53,5 кг                               |
| Золото  | Луис Реймонд                                                        | Теннис          | Мужчины, одиночный разряд                         |
| Серебро | Хеннинг Дафел Кларенс Олдфилд Юстус Остерлак Бевил Радд             | Лёгкая атлетика | Мужчины, эстафета 4×400 м                         |
| Серебро | Генри Кальтенбрюн                                                   | Велоспорт       | Мужчины, групповая гонка                          |
| Серебро | Уильям Смит Джеймс Уокер                                            | Велоспорт       | Мужчины, тандем                                   |
| Серебро | Роберт Бодли Фердинанд Бьюкенен Джордж Харви Фред Морган Дэвид Смит | Стрельба        | Мужчины, армейская винтовка лёжа (команды), 600 м |
| Бронза  | Уильям Смит Джеймс Уокер Генри Кальтенбрюн Гарри Гузен              | Велоспорт       | Мужчины, командная гонка преследования            |
| Бронза  | Бевил Радд                                                          | Лёгкая атлетика | Мужчины, 800 м                                    |
| Бронза  | Чарльз Винслоу                                                      | Теннис          | Мужчины, одиночный разряд                         |